# Casa Ferrer del carrer de Bonaventura Carreras Peralta
La Casa Ferrer del carrer de Bonaventura Carreras Peralta és un edifici del municipi de Girona que forma part de l'Inventari del Patrimoni Arquitectònic de Catalunya. Al mateix municipi hi ha dues obres inventariades amb el mateix nom a dos carrers diferents.

## Descripció
És un edifici de planta baixa i tres pisos amb un afegit d'una planta del segle XX (1r 3a). La composició és en vertical, de llosanes de pedra treballada i llindes planeres, de quatre obertures en planta, excepte la segona planta, que entre els balcons s'han obert noves finestres, seguint la tipologia antiga. Al primer pis hi ha dues finestres triforades gòtiques tapiades. A planta baixa, l'accés es produeix per porta dovellada més aixecada del terra, per rebaix del carrer, que dona lloc a una entrada modificada i amb l'escut dels Ferrer. Al costat dret hi ha dos obertures de llinda planera actuals, per a garatges. A l'esquerra són d'arc rebaixat. Façana arrebossada.

## Història
Pertanyia als FERRER de la Vall de la Bianya. El rei Carles Quart els concedeix el blasó (1795: títol de noblesa). A la segona meitat del segle xix hi va viure l'oculista Carreras Peralta.